# Scotoleon longipalpis
Scotoleon longipalpis is een insect uit de familie van de mierenleeuwen (Myrmeleontidae), die tot de orde netvleugeligen (Neuroptera) behoort. 
Scotoleon longipalpis is voor het eerst wetenschappelijk beschreven door Hagen in 1888.